# Melissa Vargas
Melissa Teresa Vargas Abreu, coneguda com a Melissa Vargas, (nascuda el dissabte 16 d'octubre de 1999 a Cienfuegos, Cuba) és una jugadora professional de voleibol cubana nacionalitzada turca. La temporada 23-24 juga al club turc Fenerbahçe. A part, ha jugat en clubs com VK Prostêjov (Temporada 15 - 16), Volero Zurich (Temporada 17 -18) o Tianjin Bohai Bank (Temporades 21 - 22 i 22 - 23). Ha participat en competicions juvenils amb la selecció cubana, però des del 2023 ha estat convocada amb la selecció absoluta turca de voleibol. En ambdós equips té el rol d'oposada.

## Trajectòria

### Inicis
Va començar a practicar voleibol amb 8 anys. Un professor d'educació física va considerar que tenia talent i la va recomanar per al seu primer club, el cienfuegos on es va formar a nivell juvenil. Més tard va debutar oficialment en la seva primera competició de nivell professional amb aquest mateix club. L'any 2015 va acceptar una oferta per un club Txec i es va traslladar allà amb el permís del govern cubà. A partir d'aquí comença la seva carrera professional internacional.
La jugadora va ser convocada amb la seva selecció natal, Cuba, amb 13 anys. Després d'una disputa amb els dirigents del país acaba canviant de selecció després de 4 anys de cancel·lació per part de la federació.

### Clubs
Després de les seves primeres temporades oficials a Cienfuegos (temporada 14-15) on ella tenia 16 anys, el club va quedar tercer en els jocs de Centreamèrica i Carib de voleibol. Aquella mateixa temporada va ser molt reconeguda individualment i va obtenir un bon palmarès en premis individuals. L'any després, va demanar permís a la federació per buscar un contracte per jugar fora del país, va aconseguir un contracte d'un any pel VK Agel Prostêjov.
Durant aquella temporada un incident li causà una lesió a l'espatlla, això va acabar desembocant en una disputa amb la federació, la qual li va cancel·lar el paper a la selecció durant 4 anys i Vargas va haver de buscar contracte sense el seu permís, a Suïssa, i les temporades 2017 i 2018 va ser jugadora del Volero Zurich, amb un contracte multimilionari.
Quan el contracte va finalitzar, l'oposada cubana va intentar canviar la seva nacionalitat jugant 3 temporades seguides a Turquia. La idea de Vargas va ser firmar contracte per dos equips, el Fenerbahçe Opet, (club turc) i el Tianjin Bohai Bank, (club xinès), això es deu que la temporada de lliga xinesa comença quan s'acaba la turca, es un calendari compaginable. Apart, el club turc juga a categories europees mentres que el xinès a asiàtiques. Des del 2019 es jugadora del club turc, i s'uní al xinès el 2021. (1) Amb el Fenerbahçe ha signat un contracte fins al 2024 i amb el Tiajin Bohai fins al 2026. Gràcies a jugar a tots dos equips, ha fet suficients temporades fora de Cuba per considerar una nova nacionalitat, des del 2023, turca.

### Selecció
Vargas va ser convocada amb la selecció cubana per primera vegada als 13 anys. Durant les primers temporades amb la selecció va aconseguir molts premis individuals i van quedar Subcampiones dels jocs Panamericans de Lima (temporada 2015)
L'any 2016, la jugadora cubana va patir una lesió a l'espatlla força greu, per la qual va haver de passar per quiròfan. Llavors ella tenia 16 anys i les decisions eren preses pel seus pares, que van discutir amb la federació cubana de voleibol per com tractar la salut de Vargas. Després de la disputa, la federació va aplicar mesures disciplinàries, les quals impedien que Vargas jugués els propers 4 anys amb la selecció, del 2017 al 2021.
Segons la FIVB (Federació internacional voleibol) has d'estar com a mínim 2 anys i quatre temporades per poder canviar de selecció.
Després del seu cancel·lament va seguir jugant a la república Txeca, dos anys després es va mudar a Turquia i els següents anys va jugar allà (2019-2022) amb la temporada per la pandèmia intercalada. El 2023 havia fet suficients temporades per ser convocada amb la selecció turca i poder-se canviar la nacionalitat a Turquia. Va debutat amb la selecció el mateix any que era elegible, el 2023 en la VNL.

## Premis individuals[13]

### Competicions amb el club
Lliga Xinesa
Millor anotadora 2022/2023 
Millor sacadora 2022/2023
Millor rematadora 2021/2022
Millor sacadora 2021/2022
Millor anotadora 2021/2022

Lliga Turca
Millor anotadora 2018/2019 
Millor sacadora 2018/2019
Millor oposada 2019/2021
Millor oposada 2022/2023
MVP 2022/2023

Chamions League
Millor anotadora 2018/2019

### Competicions amb la selecció
Pan-American Cup
Millor oposada 2013
Millor oposada 2014
Millor rematadora 2015
Millor anotadora 2015
Millor sacadora 2015

Final four cup
Millor anotadora 2015
Millor rematadora 2015

Central American and Caribbean Games
Millor anotadora 2014

Pan-American Games
Millor rematadora 2015

Volleyball Nations League
MVP 2023
Millor oposada 2023
European Championships
European Championships
MVP 2023
Millor oposada 2023 